# アレクサンダー・ヘイグ
アレクサンダー・メグス・ヘイグ・ジュニア（英語：Alexander Meigs Haig, Jr.、1924年12月2日 - 2010年2月20日）は、アメリカ合衆国の政治家。アメリカ陸軍退役大将。第59代国務長官、第7代ヨーロッパ連合軍司令官、第5代大統領首席補佐官を歴任し、1973年にアメリカ陸軍では2番目の職位となるアメリカ陸軍参謀次長を務めた。同年始め、陸軍史上最年少の大将となった。ヘイグはヨーロッパ連合軍司令官の時にヨーロッパのアメリカ軍とNATO軍全てを指揮した。朝鮮戦争とベトナム戦争の古参兵であり、アメリカ陸軍では英雄的行為に与える2番目の表彰である殊勲十字章を受けただけでなく、シルバースター・同柏葉・パープルハート章も受章した。2000年から2006年にはワールド・ビジネス・レビューのアンカーを務めた。

## 誕生・教育
1924年12月2日にペンシルベニア州フィラデルフィアに誕生する。ペンシルベニア州フィラデルフィアのセント・ジョセフ予備学校に通い、アードモアのローワー・メリオン高校を卒業した。続いて1年間ノートルダム大学に行き、その後ウェストポイントの陸軍士官学校に転籍して1947年に卒業した。1954年と1955年にはコロンビア・ビジネススクールで経営管理学を学んだ。また1961年にジョージタウン大学から国際関係論の修士号を受けたが、その時のテーマは国策立案時の軍当局者の役割に焦点を当てたものだった。

## マッカーサーに仕える朝鮮戦争での英雄
ヘイグは若い士官として、日本でダグラス・マッカーサー将軍の参謀を務めた。朝鮮戦争（1950年 - 1951年）の初期、マッカーサー将軍の戦況図を保守し、毎晩その日の戦闘の様子を説明する責任を任された。後にはマッカーサーの参謀長エドワード・アーモンドが指揮する第10軍団と共に戦闘に参加した。朝鮮戦争の間に、英雄的行為でシルバースターを2回及び"V"字デバイス付きブロンズスターメダルを受章した。仁川の戦い、長津貯水池の戦い（別名「凍れる長津」）および興南の明け渡しなど、7つの作戦に参加した。

## 国防総省勤務
ヘイグはペンタゴンで陸軍参謀本部作戦部副部長室の参謀士官を務め（1962年 - 1964年）、1964年に陸軍長官スティーブン・エールズの軍事補佐官に指名された。さらに国防長官ロバート・マクナマラの軍事補佐官に指名された。この職は1965年暮れまで続け、その後にベトナムで第1歩兵師団の1個大隊を指揮した。

## ベトナムでの殊勲十字章
1967年5月22日にヘイグ中佐は1967年3月のアプ・グの戦いにおける行動の結果として、ウィリアム・ウェストモーランド将軍から英雄的行為に与える2番目の表彰である殊勲十字章を受章した。この戦闘間、当時中佐のヘイグの部隊（第1歩兵師団第26連隊第1大隊）は、戦力比で3対1と上回るベトコン部隊を相手に部隊行動を抑制された。戦場を調査するためにヘイグはヘリコプターに乗って接触点に飛んだ。そのヘリコプターはその後撃墜された。2日間にわたる流血の多い白兵戦が続く。ヘイグの公式陸軍表彰状では次のようになっている（抜粋）。
ヘイグはベトナムでの遠征の間に殊勲飛行十字章とパープル・ハート勲章も受章した。ベトナムにいる間に最終的に大佐に昇進し、第1歩兵師団隷下の旅団長となった。

## 1969年から1972年まで キッシンジャーの軍事顧問・アメリカ陸軍参謀次長
ヘイグは1年間のベトナム任務が終わるとアメリカ本国に戻り、ウェストポイントのアメリカ陸軍士官学校で士官候補生第3連隊の連隊長となり、同じように着任したバーナード・W・ロジャース准将の下に就いた（2人とも第1歩兵師団で従軍しており、ロジャースは師団長補でヘイグは旅団長だった）。1969年に国家安全保障問題担当大統領補佐官ヘンリー・キッシンジャーの軍事補佐官に指名され、この職を1970年まで続け、その後にリチャード・ニクソン大統領がヘイグを国家安全保障問題担当大統領副補佐官（上司はキッシンジャー）に昇格させた。ヘイグはこの職にあって、南ベトナム大統領のグエン・バン・チューが1972年に最終的停戦交渉を行うのを補佐した。ヘイグはこの職を1973年まで続け、陸軍参謀次長（大将に2階級特進）に指名されて、リチャード・ニクソン大統領の在任最後の数ヶ月まで務め、陸軍現役のまま大統領首席補佐官となった。

## 1973年 - 1974年 ニクソンとフォードの大統領首席補佐官
ヘイグはウォーターゲート事件の最中にある1973年5月から1974年9月まで大統領首席補佐官を務めた。これはウォーターゲート事件の告発という圧力下にあったH・R・ハルデマンが1973年4月30日に辞任した後を襲ったものだった。
ヘイグは徐々に明らかになってきたウォーターゲート・スキャンダルで大きな「危機管理」の役割を担った。ニクソン大統領がウォーターゲート事件の処理で時間を奪われている間に、ヘイグは政府の運営を続けさせることに大きく貢献したとされてきた。また最終的にニクソンに辞任を決断させることの推進役ともなった。著作家ボブ・ウッドワードの2001年の著作『シャドー』では、ウォーターゲート事件の最後の日々でニクソンとフォード副大統領の間に立って、ヘイグが中心的役割を演じたと書かれている。この著作に拠れば、ニクソン大統領からフォード大統領への権限委譲に関する微妙な交渉で、ヘイグが主要な舞台裏工作をしたことになっている。
ヘイグはフォード政権の初期まで大統領首席補佐官に留まり、1974年9月にドナルド・ラムズフェルドと交代した。この時までにフォードはニクソンが大統領として犯したかもしれない犯罪について恩赦を与えるという、高度に議論を呼ぶ動きをした。ニクソン政権1期目の初期に国家安全保障会議でヘイグの同僚であり著作家でもあるロジャー・モリスはその著書『ヘイグ：将軍の昇進』の中で、フォードがニクソンに恩赦を与えた時、実質的にヘイグにも恩赦を与えたと書いた。ヘイグはニクソンの減刑について一貫して提唱する者であり続けた。

## 1974年 - 1979年 NATO最高司令官・暗殺未遂

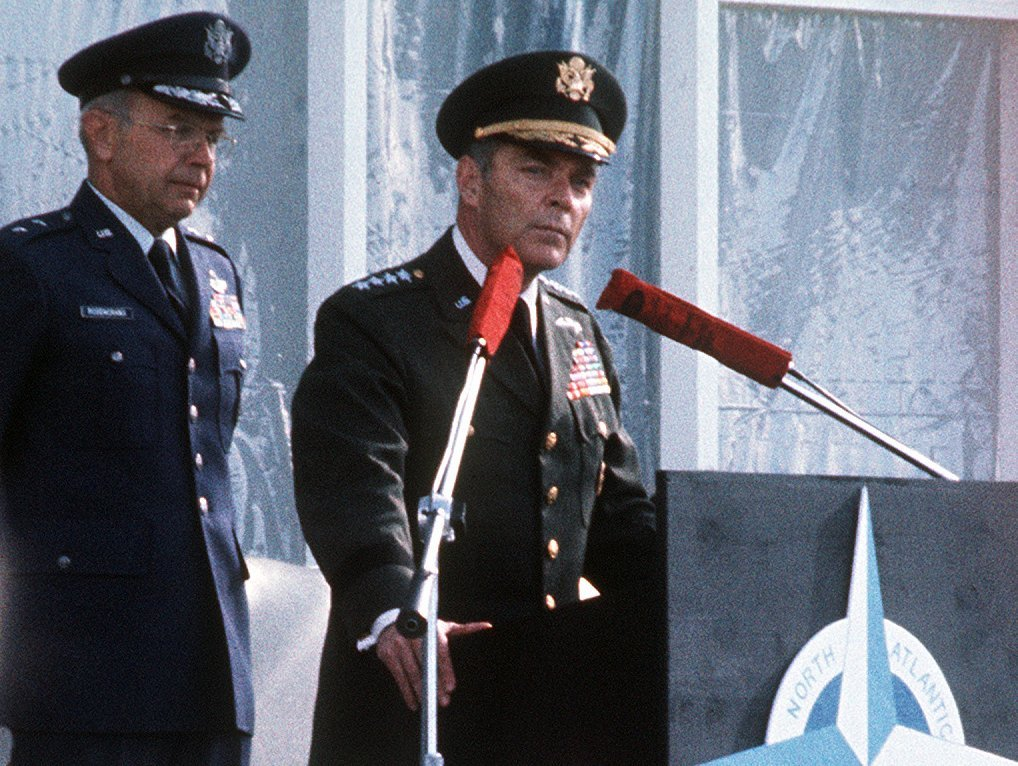
ヨーロッパ連合軍司令官としてのヘイグ将軍(1977年6月1日撮影)

1974年から1979年にヘイグはヨーロッパにおけるNATO軍の指揮官である欧州連合軍最高司令官及びアメリカ欧州軍司令長官を兼務した。1979年6月25日、ベルギーのモンスでヘイグに対する暗殺未遂事件が起こった。ヘイグの乗っていたメルセデス・ベンツが橋に差し掛かったときに地雷が爆発し、ヘイグの車は辛うじて難を免れたが、後続車にのっていたボディガード3人が負傷した。捜査当局は後に暗殺未遂の実行犯として赤軍派、すなわちバーダー・マインホフ・グループであると特定した。1993年にドイツの裁判所が元赤軍派テロリストのロルフ・クレメンス・ワグナーに暗殺未遂で終身刑を言い渡した。

## 退役・民間企業
1979年にヘイグは大将としてアメリカ陸軍から退役し、民間企業に入った。ユナイテッド・テクノロジーズの社長・最高執行責任者及び取締役となり、1981年までこの職にあった。

## 1981年 - 1982年 レーガン大統領の国務長官
1981年1月、ヘイグはロナルド・レーガン大統領によって国務長官に指名され、アメリカ合衆国上院外交委員会で指名承認公聴会を始めた。公聴の大半はウォーターゲート事件の間のヘイグの役割についてだった。ヘイグは上院の票決93対6で指名承認され、国務長官に就任した。

### 「私がここを統制している」

レーガン大統領暗殺未遂事件について記者団と話すヘイグ国務長官

1981年3月30日に起きたレーガン大統領暗殺未遂事件に続けて、ヘイグはレーガン大統領の入院の結果として「私がここを統制している」と記者団の前で主張した。
ヘイグはアメリカ合衆国大統領の継承順位と、大統領が任務遂行不能となった時にどうするかを規定する憲法修正第25条との双方に関して憲法の解釈を誤った。ただし副大統領と国務長官の2つの役職の間の下院議長と上院仮議長（当時はJ・ストローム・サーモンド、共和党の上院議員）が大統領代理となるためには連邦法（3 U.S.C. 19条）の規定上その職を辞する必要が生じ、単にブッシュ副大統領がすぐに対応できないということのみを考慮した場合、その実現性は乏しかった。つまりヘイグの言明は法の下の実情を必ずしも示してはいないが、政治的な実情を反映したものであった。ヘイグは後に次のように語った。

### 1982年フォークランド戦争
1982年4月にアルゼンチンがフォークランド諸島に侵攻した後、ヘイグはブエノスアイレスのアルゼンチン政府とロンドンのイギリス政府の間で往復外交を行った。交渉は決裂し、ヘイグは4月19日にワシントンD.C.に戻った。その後イギリス海軍の艦隊が紛争地帯に入った。

### 1982年イスラエル・レバノン紛争
1982年1月30日付けでロナルド・レーガン大統領宛てのヘイグの報告書では、ヘイグはイスラエルが僅かな挑発でレバノンに対する戦争を始め得ることを恐れていることを示していた。
ヘイグの批判者は1982年6月のイスラエルによるレバノン侵攻を「認めた」として非難した。ヘイグはこれを否定し、むしろ自制を促したと言った。
タカ派のヘイグはヨーロッパにおける「核の威嚇」がソビエト連邦を抑止する効果があると示唆することで警鐘を鳴らした。ヘイグの国務長官としての任期は、より穏健な国防長官キャスパー・ワインバーガーとの衝突で特徴付けられた。

## 1988年アメリカ合衆国大統領選挙
1988年アメリカ合衆国大統領選挙でヘイグは共和党の指名を求めたが、成功しなかった。ヘイグは穏健派のジョージ・H・W・ブッシュの厳しい批判者であり、それが理由の一部となって大統領候補となることを求めたと憶測された。ヘイグが選挙戦から撤退した時にカンザス州のボブ・ドール上院議員への支持を表明した。

## その後の生活
ヘイグはテレビ・プログラム「ワールド・ビジネス・レビュー」のホストを数年間務めた。21世紀ビジネスのホストを務め、ビジネス・ソリューション、専門家のインタビュー、時事解説及び現場レポートを含むビジネス教育講座を週1回で流した。コーカサスにおける平和アメリカ委員会ではズビグネフ・ブレジンスキーやスティーブン・J・ソラーズと共にヘイグが共同委員長であり、近東政策に関するワシントン諮問会議の一員でもある。アメリカ・オンラインを設立したときは、理事会の一員だった。2006年1月5日にヘイグは元国務長官と元国防長官の会合に参加して、ブッシュ政権とアメリカ合衆国の外交政策を話し合った。2006年5月12日に2回目の元アメリカ合衆国国務長官と元アメリカ合衆国国防長官10人の会合がホワイトハウスで開催されヘイグも出席した。この会合ではドナルド・ラムズフェルドとコンドリーザ・ライスによる状況説明があり、その後ジョージ・W・ブッシュ大統領との議論があった。
1992年にヘイグは『インナー・サークルズ：アメリカが如何に世界を変えたか』と題する自叙伝を出版した。
2010年2月20日にヘイグはメリーランド州ボルチモアの病院で死去した。85歳であった。

## 家族
アレクサンダー・ヘイグは著作家ブライアン・ヘイグの父である。ヘイグの兄弟フランクはイエズス会司祭である。フランクはニューヨーク州シラキュースにあるルモアーヌ・カレッジの第7代学長であり、現在はロヨラ・カレッジ・メリーランド校で物理学を教えている。ヘイグの姉、レジナ・ヘイグ・メレディスはペンシルベニア州で資格付与された弁護士であり、ニュージャージー州プリンストンとトレントンにある会社、メレディス・メレディス・チェイス・アンド・タガートのニュージャージー側共同設立・経営者である。

## 大衆文化の中で
ヘイグは映画やテレビ・プログラムの中で次の俳優に演じられた。
- ジョン・ポクナ……1982年の映画『インチョン!』
- スタンリー・グロバー……1987年のワーナーズ・ブラザーズのテレビドラマ『ベティ・フォードの話』
- デヴィッド・オグデン・スティアーズ……1989年のアメリカのテレビドラマ『最後の日々』
- マット・フリューワー……1995年のカナダのテレビドラマ『キッシンジャーとニクソン』
- パワーズ・ブース……オリバー・ストーン監督の1995年の映画『ニクソン』
- リチャード・ドレイファス……2001年のアメリカのテレビ映画『レーガン/大統領暗殺未遂事件』
- コリン・スティントン……2002年BBC制作、イアン・カーティス作『フォークランド・プレイ』
- ビル・スミトロヴィッチ……2003年CBSとショウタイム制作のミニシリーズ『レーガン家』
- パンク・バンドのデッド・ケネディーズは歌『今はもっと大きな問題がある』の中でヘイグに触れている。
- 『ザ・シンプソンズ』の1995年版では、ウィッガム署長が、「88年はヘイグ」というスローガンの印刷されたシャツを着たホーマー・シンプソンの顔写真を記者達に見せている。

## 語録
- 1980年、スピロ・アグニューが自叙伝を出版し、その中で、1973年にリチャード・ニクソンとヘイグが、もしアグニューが副大統領の辞任を拒むならばその暗殺を計画しており、ヘイグがアグニューに「静かに去れ、さもないと」と言ったことを仄めかしている[21]。
- 1983年に虚言を告発されたときの弁護で、「それは嘘ではない、用語の不正確だ」と言ったと伝えられている[22]。
- レーガン大統領暗殺未遂事件の後で、「現時点でここホワイトハウスを私が支配している」と言った。

## 軍隊における受賞歴
徽章
| 戦闘歩兵徽章 |
| 大統領付徽章 |

功労章
|                                                       | 殊勲十字章                                                          |
| Bronze oak leaf cluster                               | ディフェンス・ディスティングシュドサービスメダル柏葉クラスタ1個付き |
|                                                       | 陸軍殊勲章                                                          |
| Bronze oak leaf cluster                               | シルバースター柏葉クラスタ1個付き                                   |
| Bronze oak leaf cluster · Bronze oak leaf cluster     | レジオン・オブ・メリット柏葉クラスタ2個付き                         |
| Bronze oak leaf cluster · Bronze oak leaf cluster     | 殊勲飛行十字章柏葉クラスタ2個付き                                   |
| V · Bronze oak leaf cluster · Bronze oak leaf cluster | ブロンズスターメダル柏葉クラスタ2個と"V"字デバイス付き              |
|                                                       | パープルハート章                                                    |
|                                                       | エア・メダル 受章回数表示24                                         |
|                                                       | 陸軍コメンデーションメダル                                          |

従軍章・記念章
|                                                       | アメリカ従軍記章（アメリカ本土攻撃の記念章）    |
|                                                       | 第二次世界大戦戦勝記念章                        |
|                                                       | 陸軍占領記念章                                  |
| Bronze star                                           | 国土防衛従軍章青銅星1個付き                     |
| Bronze star · Bronze star · Bronze star · Bronze star | コリアンサービスメダル（朝鮮戦争）青銅星4個付き |
| Bronze star · Bronze star                             | ベトナム戦争従軍章青銅星2個付き                 |

外国勲章等
|  | ベトナム国家勲章                            |
|  | ベトナム・ギャラントリー・クロス 椰子葉付き |
|  | 朝鮮戦争国連メダル                          |
|  | ベトナム共和国従軍章                        |